# Godlewo (Bułgaria)

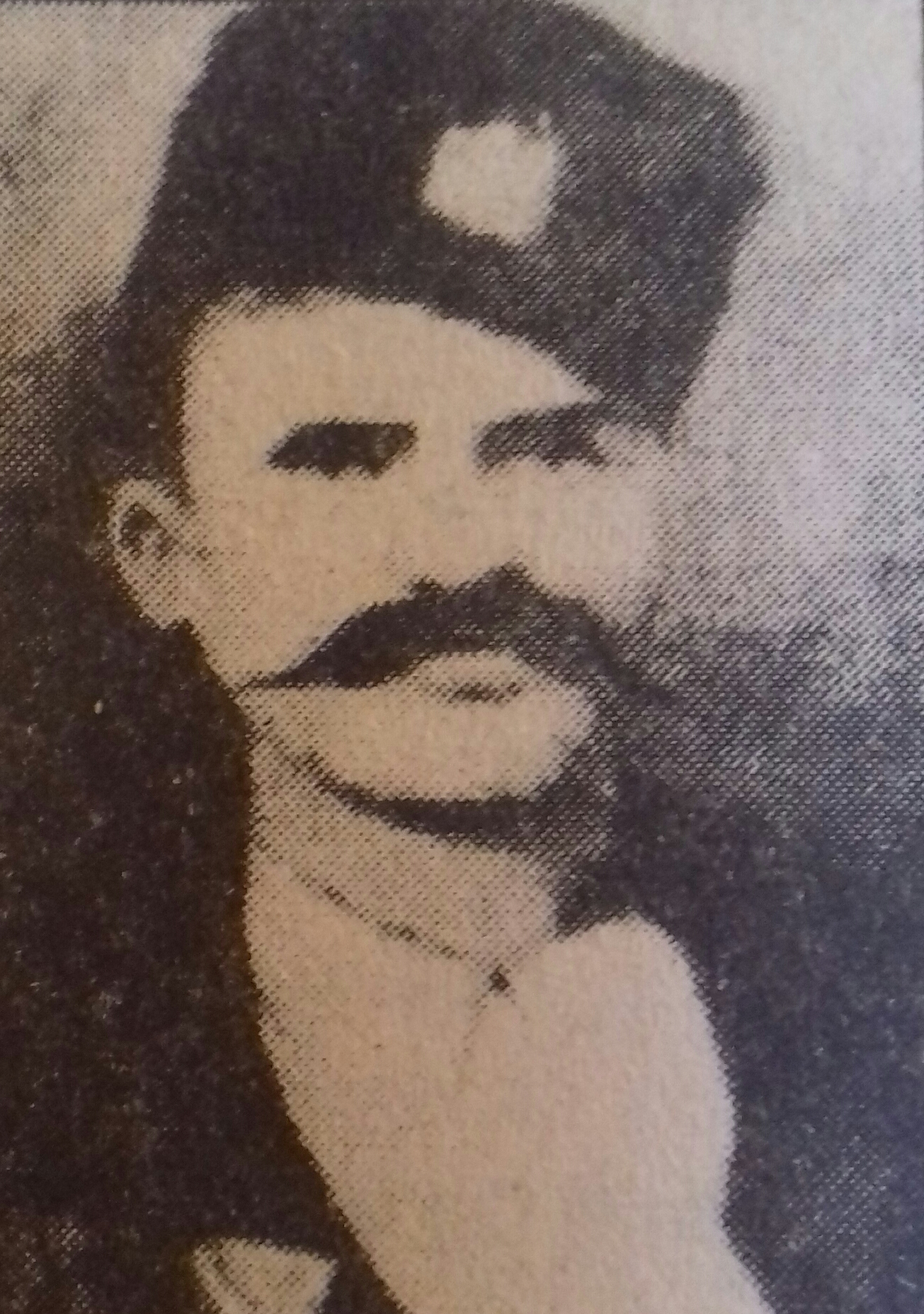
Witan Petrow

Godlewo (bułg. Годлево) – wieś w Bułgarii, w obwodzie Błagojewgrad, w gminie Razłog. Według danych szacunkowych Ujednoliconego Systemu Ewidencji Ludności oraz Usług Administracyjnych dla Ludności, 15 czerwca 2020 roku miejscowość liczyła 479 mieszkańców.

## Historia
Wokół Staroto seło, miejsca znajdującego się 5 km od wsi, biegnie rzymska droga. W 1810 roku Chadżi pop Teodosij otworzył szkołę. W 1835 roku we wsi powstała Cerkiew Zaśnięcia Najświętszej Maryi Panny. W 1873 roku w miejscowości żyło 410 Bułgarów w 123 domach. Natomiast pod koniec XIX wieku we wsi żyło 800 Bułgarów chrześcijan

## Osoby związane z miejscowością

### Urodzeni
- Petyr Georgiew (1879–1903) – bułgarski rewolucjonista
- Partenij Geszew (1837–1904) – bułgarski duchowny rewolucjonista
- Kostadin Iwanow Georgiew – bułgarski nauczyciel, duchowny[6]
- Kostadin Katrandżiew (1896–1944) – bułgarski rewolucjonista
- Kostadin Krajkow (1932–1999) – bułgarski pisarz
- Stojo Łazarow (1878–1903) – bułgarski rewolucjonista
- Iwan Nikołow (1852–1922) – bułgarski rewolucjonista
- Witan Petrow (1854–1918) – bułgarski rewolucjonista
- Dimityr Popiwanow (1874–1954) – bułgarski muzykant
- Simeon Popkonstantinow (1874–1962) – bułgarski rewolucjonista
- Władimir Popow (1904–1989) – bułgarski naukowiec
- Dobrina Rabadżiewa (1991) – bułgarska siatkarka
- Chadżi pop Teodosij – bułgarski duchowny, osobowość
- Łazar Tomow (1878–1961) – bułgarski rewolucjonista